# Resolutie 2136 Veiligheidsraad Verenigde Naties
Resolutie 2136 van de Veiligheidsraad van de Verenigde Naties werd unaniem door de VN-Veiligheidsraad aangenomen op 30 januari 2014. Met de resolutie werden de sancties tegen gewapende groeperingen en milities in het oosten van de Democratische Republiek Congo met een jaar verlengd.
Buurland Rwanda had het rapport van de groep van experts die toezagen op de naleving van de sancties verworpen omdat het subjectief en ongefundeerd zou zijn. Doch stemde men in met een verlenging van de groep omdat de sancties en het toezicht erop uitermate belangrijk waren in de strijd tegen de gewapende groeperingen, en het Rwandese FDLR in het bijzonder, aangezien daar daders van de Rwandese genocide toe behoorden.
Congo zelf vond de door de experts aangevoerde bewijzen die aantoonden dat Rwanda en Oeganda de M23-beweging steunden wel geloofwaardig. Hun leiders konden zich in Oeganda vrijelijk verplaatsen en een van hen was zelf in Europa geweest. Ook zou M23 nog steeds uitbreiden, ondanks de belofte om het geweld te staken. Volgens de Congolese regering kon Rwanda de bewijzen van hun pogingen om Congo te destabiliseren die het in twijfel trok niet weerleggen.

## Achtergrond
In 1994 braken in de Democratische Republiek Congo etnische onlusten uit die onder meer werden veroorzaakt door de vluchtelingenstroom uit de buurlanden Rwanda en Burundi. In 1997 beëindigden rebellen de lange dictatuur van Mobutu en werd Kabila de nieuwe president. In 1998 escaleerde de burgeroorlog toen andere rebellen Kabila probeerden te verjagen. Zij zagen zich gesteund door Rwanda en Oeganda. Toen hij in 2001 omkwam bij een mislukte staatsgreep werd hij opgevolgd door zijn zoon. Onder buitenlandse druk werd afgesproken verkiezingen te houden die plaatsvonden in 2006 en gewonnen werden door Kabila. Intussen zijn nog steeds rebellen actief in het oosten van Congo en blijft de situatie er gespannen.
In 2003 werd een wapenembargo opgelegd tegen alle gewapende groepen die geen deel uitmaakten van de overheid. Ook werden reisbeperkingen en financiële sancties getroffen tegen diegenen die dit embargo schonden. Daarop werd toegezien door een groep van experts. In 2012 verergerde de crisis in Oost-Congo opnieuw door een nieuwe rebellenbeweging, M23, die in de regio actief werd.

## Inhoud
De Veiligheidsraad verlengde het wapenembargo, de financiële sancties en de reisbeperkingen tegen de leiders van gewapende groeperingen en milities en oorlogsmisdadigers die door het sanctiecomité waren aangeduid tot 1 februari 2015. Ook het mandaat van de groep van experts die toezag op de uitvoering van deze sancties werd tot die datum verlengd.
De gewapende groeperingen die actief waren in het oosten van Congo werden opnieuw veroordeeld. De Democratische Krachten voor de Bevrijding van Rwanda, de Geallieerde Democratische Krachten, het Verzetsleger van de Heer en verscheidene Mai Mai-groepen moesten het geweld onmiddellijk staken, ontmantelen en de kinderen in hun rangen demobiliseren. Andere landen, en vooral die in de regio, moesten zorgen dat deze groeperingen geen steun kregen.

## Verwante resoluties
- Resolutie 2078 Veiligheidsraad Verenigde Naties (2012)
- Resolutie 2098 Veiligheidsraad Verenigde Naties (2013)
- Resolutie 2147 Veiligheidsraad Verenigde Naties
- Resolutie 2198 Veiligheidsraad Verenigde Naties (2015)

Lijst ·  2133 ·  2134 ·  2135 ·  2136 ·  2137 ·  2138 ·  2139 ·  2140 ·  2141 ·  2142 ·  2143 ·  2144 ·  2145 ·  2146 ·  2147 ·  2148 ·  2149 ·  2150 ·  2151 ·  2152 ·  2153 ·  2154 ·  2155 ·  2156 ·  2157 ·  2158 ·  2159 ·  2160 ·  2161 ·  2162 ·  2163 ·  2164 ·  2165 ·  2166 ·  2167 ·  2168 ·  2169 ·  2170 ·  2171 ·  2172 ·  2173 ·  2174 ·  2175 ·  2176 ·  2177 ·  2178 ·  2179 ·  2180 ·  2181 ·  2182 ·  2183 ·  2184 ·  2185 ·  2186 ·  2187 ·  2188 ·  2189 ·  2190 ·  2191 ·  2192 ·  2193 ·  2194 ·  2195